# Mamonia
Mamonia (griechisch Μαμώνια) ist eine Gemeinde im Bezirk Paphos in der Republik Zypern. Bei der Volkszählung im Jahr 2021 hatte sie 48 Einwohner.

## Lage und Umgebung

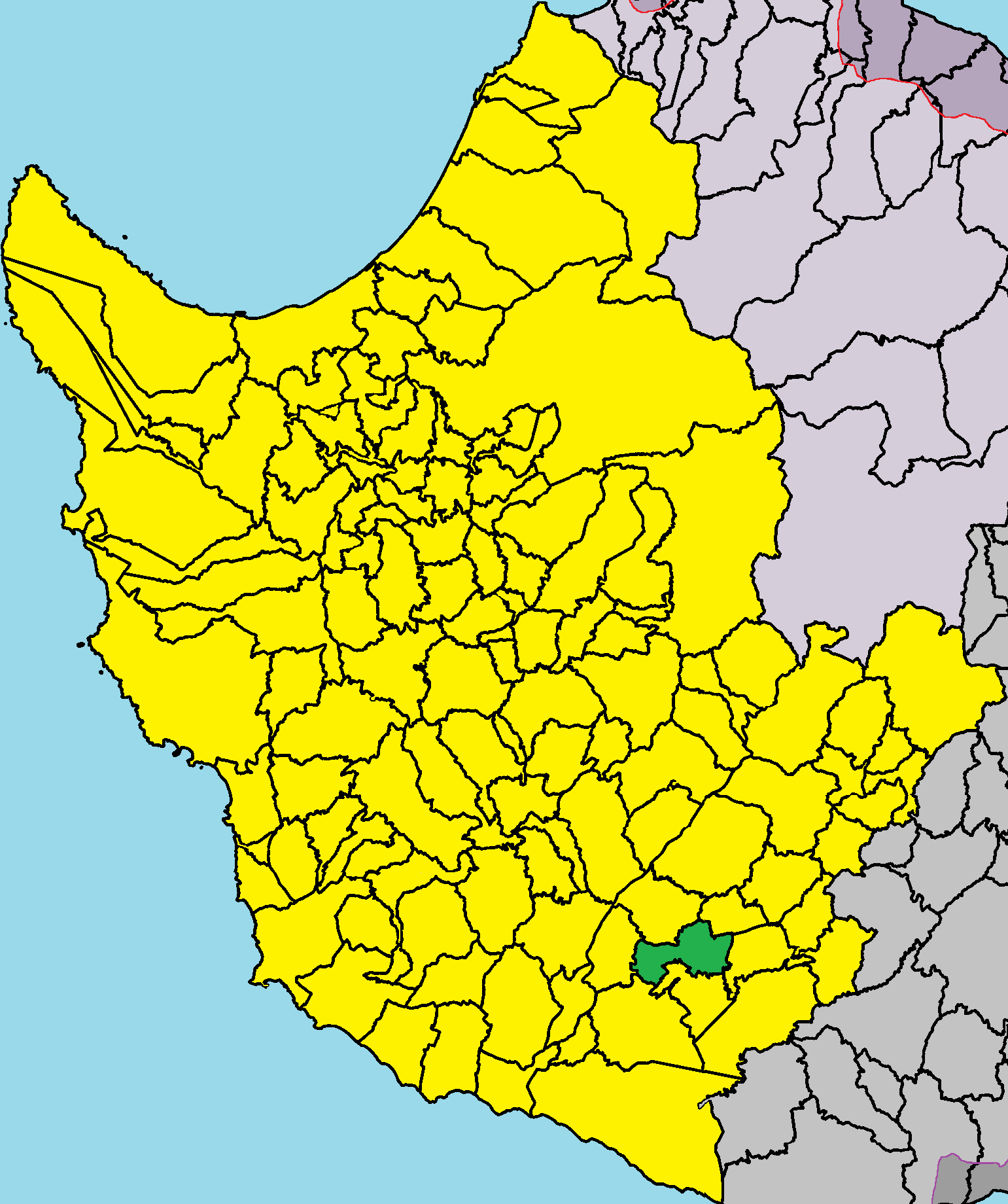
Lage im Bezirk Paphos

Mamonia liegt im Dhiarizos-Tal im Südwesten der Mittelmeerinsel Zypern auf einer Höhe von etwa 150 Metern, etwa 29 Kilometer östlich von Paphos, 50 Kilometer nordwestlich von Limassol und 119 Kilometer südwestlich von Nikosia. Das 8,21968 Quadratkilometer große Dorf grenzt im Norden an Stavrokonnou und Agios Georgios, im Osten an Maronas, im Süden an Fasoula und Souskiou und im Westen an Choletria. Das Dorf kann über die Straße F616 erreicht werden.
Die durchschnittliche jährliche Niederschlagsmenge beträgt rund 500 Millimeter. In der Umgebung werden Weinreben, Zitrusfrüchte, Getreide, Oliven, Erdnüsse, Johannisbrot, Sesam und einige Hülsenfrüchte angebaut. Geologisch betrachtet wird das Gemeindegebiet von den Ablagerungen der Mamonia-Formation, den Tonen der Monis-Formation, den Serpentiniten und den rezenten alluvialen Ablagerungen des Holozäns dominiert.

## Geschichte
Im Mittelalter war das Dorf ein Lehen. Laut Louis de Mas Latrie wurde dieses während der Frankenzeit einst dem Adligen Jean de Dampierre gewährt, der vertrieben wurde. Es wurde berichtet, dass de Dampierre 1308 in Mamonia starb.
Der Historiker Florios Voustronios (16. Jahrhundert) schreibt seinen Namen als Maninogna und Maniogna. Anfang des 14. Jahrhunderts gehörte das Herrenhaus von Mamoni dem Adligen Ioannis Dapierre. Während der Neuverteilung der Lehen, die der König von Zypern Jakob II. nach seiner Thronbesteigung im Jahr 1460 durchführte, wurde Mamonia dem Emir Kursoumas übergeben. Während der türkischen Besatzung ließen sich auch Türken in Mamonia nieder.

### Bevölkerungsentwicklung
Während der Jahre des Zweiten Weltkriegs verließen aus verschiedenen Gründen viele Zyperntürken Mamonia. Laut türkischen Quellen flohen weitere Zyperntürken 1958 aufgrund von Feindseligkeiten zwischen den Gemeinden und flüchteten in zyperntürkische Dörfer in der Nähe. 1960 lebten keine Zyperntürken mehr im Ort.
Heute wird Mamonia nur von seinen ursprünglichen zyperngriechischen Einwohnern bewohnt. In den letzten Jahren sind einige Bewohner in städtische Gebiete abgewandert.
Die folgende Tabelle zeigt die Bevölkerung des Dorfes, wie sie in den in Zypern durchgeführten Volkszählungen erfasst wurde.
| Jahr      | 1881 | 1891 | 1901 | 1911 | 1921 | 1931 | 1946 | 1960 | 1976 | 1982 | 1992 | 2001 | 2011 | 2021 |
| Einwohner | 118  | 89   | 108  | 129  | 168  | 204  | 156  | 190  | 107  | 73   | 52   | 40   | 51   | 48   |